# Иэн Макдональд (музыкальный критик)
И́эн Макдо́нальд (англ. Ian MacDonald, настоящее имя И́эн Макко́рмик, англ. Ian MacCormick; 3 октября 1948, Англия — 20 августа 2003, Wotton-under-Edge, Юго-Западная Англия) — британский музыкальный критик, прославившийся как автор книг «Revolution in the Head» (ставшей классическим историческим исследованием о творчестве группы «Битлз») и «The New Shostakovich» (исследование о творчестве Дмитрия Шостаковича). Макдональд также значительно способствовал популяризации творчества Ника Дрейка на рубеже 1970—1980-х, когда Дрейк был в значительной степени подзабыт.

## Биография
Макдональд некоторое время посещал Королевский колледж Кембриджа, поначалу изучая английский язык, а потом — археологию и антропологию. Однако, через год он бросил учёбу. Уже обучаясь в Кембридже он познакомился с Ником Дрейком.
В 1972-75 годах он работал помощником редактора журнала «New Musical Express». В то же время он стал сотрудничать (в качестве автора текстов) с группой Quiet Sun (в которую входили его брат Билл Маккормик и будущий гитарист группы Roxy Music Фил Манзанера). Сотрудничество закончилось в конце 1970-х. Позднее музыкант Брайан Ино помог Макдональду в выпуске альбома Sub Rosa (в который вошли песни на его стихи).
В 1994 году Макдональд издаёт свою знаменитую книгу «Переворот в мозгах: записи Битлз и шестидесятые» (англ. Revolution in the Head: The Beatles' Records and the Sixties), в которой он тщательно рассматривает каждую из записей «Битлз», уделяя внимание источникам их вдохновения и многим сопутствующим темам. Кроме тщательного объективного анализа книга содержит также немало критических высказываний. Во время работы над книгой Макдональду был предоставлен доступ ко многим оригиналам записей «Битлз». Обилие фактического материала вкупе со скрупулёзным стилем книги привело к тому, что она воспринимается как один из наиболее авторитетных трудов по музыке «Битлз».
Кроме этого Макдональд много писал о классической музыке. Его книга «Новый Шостакович» (англ. The New Shostakovich) стала одной из первых изданных на Западе книг, пытавшихся рассмотреть сочинения великого русского композитора в их политическом и социальном контекстах.
Макдональд сотрудничал с музыкальными журналами Classic CD, Mojo и UNCUT. Незадолго до его смерти, в июле 2003 вышла антология его статей и обзоров под названием «The People’s Music». В то же самое время он работал над книгой, озаглавленной «Birds, Beasts & Fishes: A Guide to Animal Lore and Symbolism», а также над книгой о Дэвиде Боуи (ни одна из этих книг не была позже опубликована).

## Смерть
В августе 2003 года, в возрасте 54 лет Макдональд покончил с собой в своём доме в Глостершире после длительного периода депрессии. Перед самоубийством он вывесил записку на входной двери с просьбой вызвать полицию. Его тело было кремировано.
Композиция «Wish You Well» с альбома 6PM Фила Манзанеры посвящена памяти Макдональда.